# قعدان بن درويش
قعدان بن علي بن درويش الشاطري شيخ من شيوخ بني عبد الله من مطير  وشيخ قبيلة الشطر من مطير  ولد عام (1256هجري - 1836 ميلادي) وتُوفي عام (1380هـجريا - 1960 ميلادي) في منطقة الأرطاوي بنجد عن عمر ناهز 124 عامًا  وكان أحد قادة الاخوان (أخوان من طاع الله) في الجزيرة العربية ومن الذين شاركوا في توحيد المملكة العربية السعودية أثناء الزحف النجدي إلى مملكة الحجاز.

## حياته وسيرته
انتقلت المشيخة إلى قعدان بن درويش بعد وفاة أخيه الأكبر صنيتان بن درويش وقد كان في العشرينات من عمره وقد كان في بداية حياته في العمق بمهد الذهب ثم ذهب إلى نجد مع قبيلته بني عبد الله في منطقة الشفلحية ثم انتقل إلى قرية الارطاوي ثم انتقل إلى منطقة دسمان وقد جال معظم الجزيرة العربية وقد قابل الملك عبد العزيز من قبل كما قابله أغلب المستشرقين الغربيين مثل المستشرق جون فيلبي والذي ذكره في كتابه وغيره من الذين كتبو عنه في الكتب والرسائل فقد انضم إلى حركة الإخوان تحت قيادة الملك عبد العزيز وأحد قادة جيوش الإخوان الذين شاركو في توحيد المملكة العربية السعودية.

### دوره في توحيد المملكة العربية السعودية
كان للشيخ قعدان دورا في توحيد المملكة العربية السعودية في عهد الملك عبد العزيز فقد شارك في الزحف إلى الحجاز (فتح الحجاز) بصفته قائدا لأهل الأرطاوي ومن رؤساء الزحف إلى الحجاز ضمن جيوش الملك عبد العزيز عام 1343 هـ.
وكان ضمن من فتحو قصر شبرا في الطائف عندما حاصره هو ورجاله من قبيلة الشطر وبعد حصار الشطر وفريسها ومقاتليها اقتحموا القصر وفعلاً تم اقتحام القصر وفتحه واعتقال من فيه من الحامية الحجازية حيث كان القصر محصنًا وتحت سيطرة الجيش الملكي الحجازي النظامي التي كانت موجودة في ذلك الزمن وكان قعدان ضمن قادة القبائل اللذين سعو في توحيد المملكة العربية السعودية عام 1351هـ تحت راية الملك عبد العزيز رسمياً.

## الحروب والمعارك

### الحرب النجدية الحجازية
| قعدان بن درويش | «مشى من تربة نحو ثلاثة الاف مقاتل من مختلف القبائل وكان الأغلبية من قبيلة عتيبة يتقدمهم سلطان بن بجاد والشريف خالد بن لؤي فاجتازوا جبل حضن وأناخوا بالحويه (مطار الطائف اليوم) في الأول من صفر 1343هـ - 1924 م» | قعدان بن درويش |

شارك قعدان بن درويش في الزحف إلى الحجاز بما سمي ب (فتح الحجاز) صفته قائدا لأهل الأرطاوي ومن رؤساء الزحف الي الحجاز ضمن جيوش الملك عبدالعزيزعام 1343هـ

### معركة الطائف
شارك قعدان بن درويش بصفته شيخ قبيلة الشطر في فتح الطائف كان هو من ضمن من فتحو قصر شبرا في الطائف عندما حاصره الشطر بقيادته وبعدها قال لقومه هل تريدونها بيعة طلباً منهم اقتحام القصر وتقدم الجيش قعدان ورجاله من الشطر مقتحمين باب القصر ثم تبعهم الجيش بأكمله وفعلاً تم اقتحام القصر وفتحه واعتقال من فيه من الحامية التركية وانتصرت جيوش الملك عبد العزيز آنذاك.

### الحملة السعودية على اليمن
شارك قعدان بن درويش ضمن جيوش الملك عبد العزيز التي توجهت لضم جيزان بصفته قائدا لأهل الشفلحية في ضم جيزان للمملكة العربية السعودية عام 1351 هـ بعد تعرضها لهجوم من الإمام يحي في اليمن أثناء فترة حكم الحسن بن علي الإدريسي لها والتي ضمت 192 مقاتل من أهل الشفلحية وانتصرت فيها جيوش الملك عبد العزيز.

### غزوة الشمال الأولي
تسمى بسنة الحرث سنة 1922م . كان سلطان نجد عبدالعزيز آل سعود قد أسقط إمارة إمارة جبل شمر في حائل وعرض أمير قبيلة الرولة من عنزه نوري هزاع الشعلان على الشريف عبد الله بن الحسين أن يلحق الجوف ووادي السرحان بإمارته في الأردن، ثم تقدمت مجموعة من جيش سلطان نجد عبد العزيز آل سعود لا يقل عددها عن ألف وخمسمئة مقاتل من إخوان من أطاع الله إلى إمارة شرقي الأردن للاستيلاء على وادي السرحان وعزل نوري الشعلان.
وكانت مجموعة إخوان من أطاع الله تنقسم لأربع ألوية ويقود كل لواء شيخ يسمونه عقيد أي قائد والقائدة الأربعة هم هويل بن جبريل وقعدان بن درويش ونافل بن محمد وعقاب بن محيا.

### الغزوة الأخيرة (معركة الدبدبة)
معركة الدبدبة هي الغزوة الاخيرة لجلالة الملك عبد العزيز بنجد في 28 ديسمبر 1929 وكان قعدان بن درويش ضمن القادة المشاركين في المعركة بصفته قائدا لهجرة الأرطاوي أحد هجر قبيلة مطير ضمن قيادات باقي هجر القبيلة آن ذاك

## مناصبه
تولي الشيخ في حياته عددا من المناصب: 
- شيخ قبيلة بني عبد الله من مطير.[2]
- شيخ قبيلة الشطر من مطير.[3]
- أمير أهل الشفلحية.[15][16]
- أميرا أهل الارطاوي بمنطقة الرياض.[4]
- أميرا على العمق في مهد الذهب والتي يتبع حكمها لقبيلة الشطر.[17][18]

## ألقابه
كان لقعدان بن درويش ألقاب كثيرة منها:
لقب (حومان) حيث يقول فيه الشاعر الهجن بادن (بعد حومان ما عاد يبرئ حفاهنه)
لقب (حامي المتلي)

## وفاته
توفي في قرية الارطاوي عام 1380 هجري عن عمر ناهز 124سنه، وبعد وفاته خَلِفه ابنه الأكبر بندر شيخا للارطاوي.

## أبناءه
- بندر: (تُوفي) خلف والده شيخا مركز الارطاوي.[4]
- متعب: (تُوفي) في أحد المعارك.[21]
- فيحان: (شيخ قبيلة الشطر من مطير) (أميرهجرة العمق في الحجاز)[22][23][24]
- محمد:(تُوفي) وكان متفرغ للتجارة.
- مقعد:(تُوفي) كان يعمل معلم.